# 王份
王份（446年—524年），表字季文，琅邪郡臨沂县人，南朝宋、南朝齐、南朝梁政治人物。梁武帝时尚书左仆射。

## 生平
王僧朗之孙，黄門侍郎王粹之子。十四岁时父母去世，初任刘宋車騎主簿。出任寧遠将軍、始安郡内史。宋齐嬗代之际，袁粲被诛、亲故没有敢去参加葬儀的，王份独往恸哭，由此显名。齐朝建立，转任太子中舍人、太尉属。出任晋安郡内史。累進中書侍郎，转任大司農。
王份之兄王奂在雍州谋反被诛，王奂之子王肃逃亡北魏，王份自缚请罪。齐武帝蕭賾知到王份的誠意，免于处罰。转任寧朔将軍、零陵郡内史。召为黄門侍郎，以黄門侍郎为父亲王粹最終担任的官职为理由，固辞不受，于是转任秘書監。
梁朝天監初年，受散騎常侍之位，兼步兵校尉・起部尚書。梁武帝蕭衍在宴席问群臣：「朕为有为無」。王份回答：「陛下应万物为有，体至理为無」，蕭衍褒赏了他。出任宣城郡太守，转任吴郡太守。改任寧朔将軍、北中郎予章王長史、蘭陵郡太守，行南徐府州事。转任太常卿、太子右率、散騎常侍，仕於東宮，受金紫光禄大夫之位。出任智武将軍、南康王長史。入朝为散騎常侍、金紫光禄大夫、南徐州大中正。转任尚書左僕射，加侍中之位。
普通二年（521年），以本官兼大匠卿，转任散騎常侍、右光禄大夫。進侍中、特進、左光禄大夫，再以本官監丹陽尹。
普通五年（524年）春，王份去世。享年七十九岁，追贈本官，諡胡子。

## 子
- 王琳（字孝璋，驸馬都尉，明威将軍、東陽郡太守，司徒左長史）

## 延伸阅读
[在维基数据编辑]
 《梁書·卷21》，出自姚思廉《梁書》